# 托雷博尔多内
托雷博尔多内（義大利語：Torre Boldone），是意大利贝加莫省的一个市镇。总面积3.44平方公里，人口8309人，人口密度2415.4人/平方公里（2009年）。国家统计（ISTAT）代码为016214。